# روزاليا لومباردو
روزاليا لومباردو (بالإيطالية: Rosalia Lombardo)‏ طفلة إيطالية ولدت عام 1918 في بالرمو، صقلية. توفيت بسبب الالتهاب الرئوي في 6 ديسمبر 1920. حزن والدها عليها بشدة، لذلك توجه إلى الدكتور ألفريدو سالافيا، الطبيب البارع في التحنيط، لحفظ جثمانها. وكان جثمانها أحد آخر الجثامين التي أُدخلت معبد سراديب الموتى في صقلية.

## التحنيط
يرجع الفضل إلى أساليب التحنيط التي استخدمها الدكتور سالافيا في حفظ الجثمان بشكل ممتاز. وأظهرت الفحوص التي أجريت بواسطة الأشعة السينية على الجثمان أن أعضائها ما زالت سليمة تماما. تبدو الطفلة كما لو كانت نائمة، لذا أطلق عليها اسم"الجمال النائم"، على الرغم أنه بسبب تغيير لون الجلد الذي بدأ يتضح في السنوات التي أعقبت حفظ جثمانها، يظهر بوضوح أنها ميتة. جثمان روزاليا لومباردو محفوظ في كنيسة صغيرة في نهاية مسار زيارة المعبد داخل تابوت ذي غطاء زجاجي، موضوع فوق قاعدة رخامية. وأظهرت صورة أخذتها مجلة ناشونال جيوغرافيك عام 2009 لروزاليا لومباردو أن موميائها بدأت تظهر عليها علامات التحلل، وأبرزها تغير لون الجلد. ولا يبدو أن المسؤولين عن المعبد يخططون للقيام بعمل يوقف هذه التأثيرات. وعلى الرغم من ذلك، تعتبر المومياء واحدة من أفضل الجثامين حفظا في المعبد.

## الأسلوب
اكتشف مؤخرا الأسلوب الذي اتبعه الدكتور سالافيا في التحنيط عن طريق مذكرة مكتوبة كتبها سالافيا نفسه. استبدل سالافيا دم الفتاة بسائل مكون من الفورمالين لقتل البكتيريا، الكحول لتجفيف الجسم، الجلسرين لمنع الجفاف الزائد، حمض الساليسيليك لقتل الفطريات، والمكون الأهم، أملاح الزنك لإكساب الجسم الليونة. تتكون التركيبة من جزء من الجلسرين, وجزء من الفورمالين مشبع بكبريتات الزنك وكلوريد الزنك، وجزء من محلول الكحول مشبع بحمض الساليسيليك.

## وصلات خارجية
- الصورة الأصلية
- صورة ناشونال جيوجرافيك